# Anthomyia albilamellata
Anthomyia albilamellata är en tvåvingeart som först beskrevs av Stein 1911.  Anthomyia albilamellata ingår i släktet Anthomyia och familjen blomsterflugor. Inga underarter finns listade i Catalogue of Life.